# 蕭景田
蕭景田（1954年1月1日—）是台灣彰化縣出身政治人物、餐飲旅遊業人士，中國國民黨籍，現任北投麗禧溫泉酒店董事長、員林昇財麗禧酒店董事、中華民國觀光旅館商業同業公會理事長、合作金庫金融控股公司董事。曾任中國國民黨彰化縣黨部主委以及中國國民黨中央常務委員、全國農會理事長，彰化縣社頭鄉鄉長、彰化縣議會三屆縣議員與副議長、國家年金改革委員會委員、第7屆立法委員。

## 早年
早年曾加入黑道。
1984年，時任彰化縣社頭鄉代表會主席的蕭景田犯下殺警奪槍案，死者為臺中市警員羅立柏與力照霖，蕭被視為主嫌緝拿。
1984年3月11日，警方陳述彰化縣員林地區黑社會發生力、羅命案之案情，其中蕭景田自述起因為對方想來搶劫；另有傳聞為蕭因從事飼料生意負債，擔心債權人逼債，於是計畫透過力照霖購買槍械防身，雙方約定二月廿五日下午在霧峰「大台中山莊」交貨。當天力照霖由警員羅立柏陪同前往，蕭景田駕車與黃永義等三人赴約，見面時力照霖卻拿不出槍枝交貨，雙方發生爭吵。據傳當時突然有人叫喊「警察來了！」羅、力兩人以為真有警察來，拔腿要跑，蕭景田或者是同夥見狀掏槍射中力照霖，羅立柏見狀也掏槍射擊，擊中黃永義臉頰，蕭景田等人立即將羅立柏制伏並挾持上車，接著開車送黃永義就醫，後羅立柏在車上遇害。後經法院審判，蕭景田因運送屍體罪獲判有期徒刑2年。

## 從政
2007年，蕭景田在彰化縣第4選舉區競選第7屆立法委員，於次年當選。
2012年1月14日在彰化縣第四選舉區競選連任失利（對手為民主進步黨魏明谷），2020年1月11日再次參選立委仍落敗。

## 政策立場
- 2008年至2009年，中國國民黨立委林滄敏提案將離島設置觀光賭場之地方性公民投票須有投票權人總數二分之一以上之限制取消，並排除適用《刑法》賭博罪章的規定[13][14][15]；蕭景田及林滄敏等都希望開放設賭場能擴大至臺灣本島[16]。

- 2010年，針對臺灣白海豚之棲地保護運動，蕭景田與林滄敏認為「每一種動物遇到障礙自然會找到生存之道，有沒有必要花這麼多錢建置生態廊道值得商榷。」[17]。

## 事業
- 經營員林昇財麗禧酒店，於1999年開幕。[18][19]

- 開設北投麗禧溫泉酒店，並擔任董事長，於2011年4月開幕，由建築師李祖原規劃設計。[10][19]

## 事件及爭議

### 2007年立委選舉期間
2007年的彰化第4選區國民黨初選是陳朝容、蕭景田互打的局面。5月10日，陳朝容在立法院舉行記者會，指控蕭景田除有黑道背景外，還在競選文宣上誤導該選區民眾，文宣上不僅挪用蔡依林照片、更寫著偶像藝人蔡依林也支持蕭景田，蔡依林的經紀人對此回應:「要求蕭撤掉有蔡依林的相關競選文宣。」
陳朝容更指控蕭景田為當時殺警案主嫌，並認為蕭藉勢逃避刑責。陳表示因為此案當時的其他三名在場者都是蕭的保鑣與朋友，所以他們在蕭被提起公訴後，其供詞即避重就輕，藉此把蕭涉及此刑案的相關責任推得一乾二淨，從而使蕭獲得輕判，被台中地方法院依協助棄屍和使犯人隱避等罪各判處2年及6月有期徒刑，合併共須執行2年4個月有期徒刑，全案定讞。陳朝容並質疑蕭出獄後極力漂白、改善形象，並認為因蕭身邊的助理跟樁腳幾乎多有黑道背景，使蕭得以利用人頭頂替經營賭場非法謀利，使蕭的資產增至新台幣40億。
蕭景田在通過國民黨黨內初選後，再度遭到該選區民進黨提名的競選對手江昭儀以同樣事由指控。江昭儀指控，廿四年前彰化發生震驚全國的殺警案，當時蕭景田是鄉代會主席，同車的其他三人皆為無業青年；後二位二十四歲的青年被以殺人罪起訴，蕭景田被以運送屍體罪判刑兩年，江表示「但地方上誰都知道那兩個只是頂罪」。江昭儀以此喊出「阻擋黑道治國」的競選口號，呼籲選民「不要選一個黑道當立委」。

### 排黑條款修法
立委蕭景田、林明溱和張嘉郡等人於2010年在立法院提案修法放寬農田水利會選舉之排黑金、拒賄選條款，將《農田水利會組織通則》原修正案所訂「涉賄選被判刑確定者不得登記為候選人...已登記者，應予撤銷或廢止，其已當選者，亦同」之條款刪除，使曾涉及賄選等妨礙投票罪者仍可參選當年5月之農田水利會會長、會務委員，遭指為黑金放生條款，被認為是讓有賄選紀錄的中國國民黨組織樁腳繼續掌控水利會。

### 被控行賄
2022年大選後，據士林地檢署掌握資料，蕭景田、林杏兒的曾姓樁腳涉嫌為求林杏兒當選，以1萬元、6,000元不等代價行賄多名里長候選人。但因傳喚未到，檢方認定其有逃亡或藏匿可能，故於12月29日正式發布通緝；直至隔年1月3日甫自行到案，士檢訊後諭令限制出境，並以800萬元交保，隨後於4日主動辭去國民黨中常委、彰化縣黨部主委。案經檢方抗告台灣高等法院發回更裁，7日再度開庭，裁定蕭景田1,500萬元交保，限制住居，限制出境。
2023年2月23日，士林地檢署認定蕭景田等11人涉嫌投票行賄罪，向法院提起公訴。

## 選舉紀錄
| 年度 | 選舉屆數             | 選舉區           | 所屬政黨   | 得票數 | 得票率 | 當選標記 | 備註 |
| ---- | -------------------- | ---------------- | ---------- | ------ | ------ | -------- | ---- |
| 1998 | 第14屆彰化縣議員選舉 | 彰化縣第六選舉區 | 中國國民黨 | 12,593 | 21.79% |          |      |
| 2002 | 第15屆彰化縣議員選舉 | 彰化縣第六選舉區 | 中國國民黨 | 12,841 | 25.43% |          |      |
| 2005 | 第16屆彰化縣議員選舉 | 彰化縣第六選舉區 | 中國國民黨 | 14,089 | 24.66% |          |      |
| 2008 | 第7屆立法委員選舉    | 彰化縣第四選舉區 | 中國國民黨 | 60,980 | 41.26% |          |      |
| 2012 | 第8屆立法委員選舉    | 彰化縣第四選舉區 | 中國國民黨 | 91,207 | 49.76% |          |      |
| 2020 | 第10屆立法委員選舉   | 彰化縣第四選舉區 | 中國國民黨 | 78,603 | 40.48% |          |      |

## 個人生活
蕭景田有四段婚姻，與第二任妻子離婚後，在酒店認識林姓女子。2011年2月15日，林姓女子指控蕭景田始亂終棄，她表示自己與蕭交往近20年，並育有一子；蕭景田為她與兒子買了台中七期重劃區的房子，母子居住八年。林姓女子談及當林與蕭二人感情生變後，房子卻被蕭換鎖轉賣，她要進去取走個人物品，被警衛擋下，對方表示蕭有委任書，要求林女不得入內。
蕭景田的長子為蕭延青，曾任彰化縣議員。第二任妻子次女蕭彣伃於1992年出生，瑞士蒙特勒酒店管理大學畢業。
蕭景田和林滄敏交情深厚，為結拜兄弟。

### 財產申報
根據2011年8月11日監察院公布的財產申報資料，國民黨立委蕭景田在過去一年股票進出頻繁，申報資料達一百八十頁，共計四千三百多筆，加上近七十筆土地建物資料，監院當期廉政專刊共339頁，蕭景田一人佔了192頁。蕭景田存款1億7,650萬餘元，有價證券4億3,319萬餘元；其中股票買賣部分，蕭景田上期申報18頁，這期厚達180頁；股票價額由8,367萬餘元增加至1億1,781萬餘元，增加3千多萬元。若不計土地建物，僅加總存款、有價證券、債權、事業投資，扣除債務，蕭景田2009年底總資產為17億9,843萬元，2010底則增至18億7,455萬餘元，增加7,612萬餘元。

## 參看
- 台灣黑金政治
- 白鴻森 / 林滄敏 / 顏清標
- 2008年中華民國立法委員選舉區域暨原住民選舉區投票結果列表

## 外部連結
- 蕭景田的Facebook專頁